# جاد أباتاو
جاد أباتاو (بالإنجليزية: Judd Apatow)‏ مواليد 6 ديسمبر 1967 في نيويورك، نيويورك، الولايات المتحدة، هو ممثل ومنتج أفلام ومخرج وكاتب سيناريو أمريكي كما أنه من الفائزين بجائزة إيمي. درس في جامعة جنوب كاليفورنيا.

## روابط خارجية
- جاد أباتاو على موقع IMDb (الإنجليزية)
- جاد أباتاو على موقع الموسوعة البريطانية (الإنجليزية)
- جاد أباتاو على موقع روتن توميتوز (الإنجليزية)
- جاد أباتاو على موقع مونزينجر (الألمانية)
- جاد أباتاو على موقع ألو سيني (الفرنسية)
- جاد أباتاو على موقع ميوزك برينز (الإنجليزية)
- جاد أباتاو على موقع أول موفي (الإنجليزية)
- جاد أباتاو على موقع بوكس أوفيس موجو (الإنجليزية)
- جاد أباتاو على موقع قاعدة بيانات الأفلام السويدية (السويدية)
- جاد أباتاو على موقع إن إن دي بي (الإنجليزية)